# リトル・モー (映画)
リトル・モー（Little Mo）は、1978年に製作されたアメリカ映画。
1953年に女子最初の年間グランドスラム達成者となったが、落馬事故により早く現役を引退し、若くしてガンで亡くなったテニス選手・モーリーン・コノリー（1934年-1969年）をモデルにした物語である。天才少女テニスプレーヤーとして注目を浴びた、モーリーンの成長や葛藤を描く。
製作されたアメリカでは、NBCでテレビ放映されたものである。日本では1979年に劇場公開された（配給はジョイパックフィルム）。監督はダン・ホーラー、脚本はジョン・マクグリーヴェイ。

## 出演者
- モーリン・コノリー：グリニス・オコナー
- “ティーチ”テナント：マイケル・ラーニッド
- ジェス・コノリー：アン・バクスター
- ガス・ベースト：クロード・エイキンス
- ウィルバー・フォルサム：マーティン・ミルナー
- ソフィー・フィッシャー：アン・フランシス

- Nelson Fisher：レスリー・ニールセン
- Norman Brinker：マーク・ハーモン
- Aunt Gert：アン・ドラン
- トニー・トラバート：トニー・トラバート（本人役）

ほか

## テレビ放映
1980年5月19日　TBS月曜ロードショー
- グリニス・オコナー：横沢啓子
- アン・バクスター：瀬能礼子